# Der Kommissar und die Eifersucht
Der Kommissar und die Eifersucht ist ein deutscher Fernsehfilm von Andreas Senn aus dem Jahr 2022  Es ist die dritte Folge der Krimireihe Der Kommissar und … mit Hauptdarsteller Roeland Wiesnekker in der Rolle des Berliner Ermittlers Martin Brühl. Der Film wurde am 16. Mai 2022 im ZDF als Fernsehfilm der Woche erstmals ausgestrahlt.

## Handlung
Kommissar Martin Brühl wird verständigt, als die junge Mutter, Dina Ritter, ihren Sohn Benji als vermisst meldet. Sie ist sich sicher, dass er von einer Frau Sachtleben entführt worden ist. Nach Aussage des Bruders, Tobias Ritter, sei seine Schwester diesbezüglich nicht zurechnungsfähig. Sie hätte mit fünfzehn ihr Kind verloren, was sie trotz Therapie nicht verarbeitet hätte. Da sie vor wenigen Tagen einen kleinen Jungen gesehen hätte, sei das alte Problem wieder aufgebrochen. Dina Ritter lässt aber nicht locker. Sie kommt zu Brühl ins Kommissariat und bittet ihn, ihr zu helfen. Er solle einen Mutterschaftstest organisieren, der würde beweisen, dass Benji ihr Sohn wäre. Brühl hat dafür jedoch keine ausreichenden Beweise und muss die Frau wegschicken.
Inzwischen wendet sich Imke Sachtleben an die Polizei, weil sie von Dina Ritter mehrfach belästigt wurde. Hier erfährt der Kommissar, dass die Sachtlebens den Jungen vor zwei Jahren adoptiert haben, da dessen leibliche Mutter verstorben wäre. Brühl findet das schon seltsam und ist geneigt, der Sache nachzugehen. Dina Ritter behauptet, ihr Kind zu Hause entbunden und sich danach auch um ihr Baby gekümmert zu haben, bis es plötzlich aus dem Bettchen verschwunden war. Die Polizei hatte ihr damals nicht geglaubt und in die Psychiatrie gesteckt. Brühl bittet sie, so viele Details und Erinnerungen aufzuschreiben, die ihr zu der Zeit mit ihrem Kind einfallen. Da seine Kollegen meinen, er verrenne sich da in etwas, ermittelt er auf eigene Faust.
Auch Imke Sachtleben bekommt immer mehr Zweifel an der Rechtmäßigkeit der Adoption. Ihr Mann hatte das alles eingefädelt, aber die Adoptionspapiere sind verschwunden. Als sie in die Firma ihres Mannes kommt, trifft sie dort auf Dina Ritters Bruder, der dort seit wenigen Tagen Abteilungsleiter ist. Damit ist ihr klar, dass hier was „faul“ ist. Auch Brühl kommt Tobias Sachtleben auf die Spur, als er herausfindet, dass dieser die Ritters schon länger kennt und seinerzeit in Dina Ritters Schule Sportlehrer war. Da Dina minderjährig war, hatte ihr Bruder Sachtleben erpresst, das Kind zu sich zu nehmen, als klar war, dass dieser der Vater ist. Tobias Ritter wollte aber kein Geld, sondern nur seine Schwester für sich allein, die plötzlich ihre Liebe an das Kind verschenkte. Er hatte ihr versprochen, immer für sie da zu sein, und da passte das Kind nicht dazu. Da seine Schwester nun einfach nicht locker lässt, ihr Kind zurückzubekommen, entführt er den Jungen und plant, ihn umzubringen, was er am Ende aber nicht fertig bringt. Dina Ritter ist glücklich, dass man ihr endlich glaubt und ihren Jungen zurückbekommt.

## Produktion
Die Dreharbeiten zu Der Kommissar und die Eifersucht fanden im Zeitraum vom 12. April bis zum 12. Mai 2021 in Berlin statt. Die Produktion erfolgte im Auftrag des ZDF durch die  goodfriends Filmproduktion.

## Rezeption

### Kritik
Bei den Stuttgarter Nachrichten kam Thomas Klingenmaier zu dem Schluss: Es „werden mindestens drei zentrale Themen dieses Krimis angerissen. Die Frage, ob man den eigenen Augen immer trauen kann. Die Empfindsamkeit des plump und behäbig wirkenden Brühl. Und die Zurückhaltung dieses Polizisten, der ein endgültiges Urteil zurückstellt, auch wenn alles schon klar zu sein scheint.“ Bezüglich der Geschichte „Aber man darf nicht genauer hinschauen, was einem so an Motivationen und Traumata serviert wird, und darf sich auch nicht an der ungenügenden Kommunikation der Figuren stören, durch die manches Spannungselement erst hingetrickst wird. Man muss sich einlassen auf das suggestive Munkeln der Bildsprache, alles sei sehr mysteriös und tragisch.“
Martina Kalweit schrieb bei tittelbach.tv: „Wiesnekker balanciert […] gekonnt zwischen Zurückhaltung und Interesse, einem unscheinbaren Auftreten bei gleichzeitig scharf gestellten Antennen.“ „Neben einigen Szenen, in denen zu viel allein durch Dialoge erklärt wird, gehört [das] Ende zu den weniger glaubhaften Momenten des Films. Andererseits fügt es sich in die Tonalität eines Dramas, das die bisherigen Fälle der Reihe konsequent weiterverfolgt.“
Bei Filmrezensionen.de wertete Oliver Armknecht: „Man sollte hier keine Erwartungen haben, dass das ein glaubwürdiger Fall ist. Von alltäglich ganz zu schweigen: Da wird so viel zusammengeworfen, bis man das Gefühl hat, in einer Parallelwelt gelandet zu sein.“
„Roeland Wiesnekkers dritter Einsatz als Brühl lebt vor allem vom sensiblen Spiel und zerknautschten Charisma des Schweizers[…]. Nach einem holprigen Auftakt entwickelt sich die Geschichte zu einem raffinierten Psychopuzzle, bei dem Elemente klassischer Psychothriller geschickt variiert werden.“, meinten die Kritiker der Fernsehzeitschrift TV Spielfilm über den Film und bewerteten diesen mit dem Daumen nach oben.
Kino.de urteilte: Der Krimi um den „von Roeland Wiesnecker impulsiv und eigensinnig gespielten Kommissars Brühl“ bietet „Starke, gut durchdachte Charaktere, eine Geschichte voller Wendungen, denen der Zuschauer trotz ein, zwei hilfreicher Zufälle gerne folgt, eine eindrucksvolle Kameraarbeit und ein überzeugendes Darstellerensemble“ das alles „lassen einen bedauern, dass Kommissar Brühl so selten ermittelt.“

### Einschaltquoten
Die Erstausstrahlung von Der Kommissar und die Eifersucht am 16. Mai 2022 wurde in Deutschland von 5,36 Millionen Zuschauern gesehen und erreichte einen Marktanteil von 19,5 % für das ZDF.